# 劉崇倫
刘崇伦（1885年—1937年）字雅扶，原籍直隶大名府，生于福建福州，中国实业家，福州电气公司创始人。

## 生平
刘崇伦來自福州龍山劉氏家族，祖父劉齊銜，父劉學恂，劉崇傑為劉學恂第五子,長兄劉崇佑，三兄劉崇傑。

### 创办电气公司
清朝光绪十一年（1885年），刘崇伦生于福州，在家中排行第五。光绪三十一年（1905年），赴日本东京高等工业学校学习电气技术，光绪三十四年（1908年）毕业归国。
宣统二年（1910年），刘崇伦的二哥刘崇伟和地方人士集资接办林友庆在台江新港创设的福州耀华电灯公司，成立股份有限公司福州电气公司，刘崇伦任常务董事兼技师长。1911年，该公司在福州新港设发电所，安装并投产了福建省最早的2台150千瓦汽轮发电机组（英国制造）。民国4年（1915年）加装1台500千瓦汽轮发电机组。民国6年（1917年）及民国10年（1921年）先后安装并投产了1000千瓦汽轮发电机组（美国制造）各1台。到1921年，该公司的发电能力已经从最早的150千瓦上升至2500千瓦，由初期只供应照明用电发展到供应动力用电。
由于发电燃料从台湾进口，价格偏高，为降低燃料成本，刘崇伦于民国9年（1920年）初，同他人合资于建瓯创办梨山煤矿股份有限公司，刘崇伦任董事长。该煤矿年产无烟煤1万多吨，其中一部分被当作发电燃料掺烧。后来该煤矿于民国11年（1922年）停工。
刘崇伦以福州电气公司为中心，创办了一批附属企业，如修理厂、油厂、冰厂、精米厂、锯木厂、炼糖厂、电话股份有限公司、刘正记轮船公司、公大贸易行等。刘崇伦还设立了艺术传习所，招收并培训艺徒。

### 推广农村电气化
民国15年（1926年），为了向广大农村地区推广电力灌溉，刘崇伦率福州电气公司技师孙世华、赵仕安赴东京、台湾参观电气化农场，归国后还制定了推广计划，但因该公司发生工潮而搁浅。民国17年（1928年），该公司的业务已经显见萎缩，在福建省省长的支持下，该公司内设农村电化部，刘崇伦自任部长，制定了农村电气化计划，并且在闽侯县科贡乡创办了科贡农场及石仓农场，研究推广电力排灌与科学养畜。民国20年（1931年），刘崇伦所写的《福州电气公司农村电气化部之庶绩》一文刊登在《中行月刊》。刘崇伦利用电力发展农村经济的设想获得了全国农村复兴委员会的肯定。
1930年代初，福建政局不宁，社会秩序混乱。刘氏家族企业纷纷陷入困境。而且因为窃电以及用户拒绝缴纳电费的情况日趋严重，福州电气公司收入显著下降，发生资金困难。刘氏家族组织成立了新财团以拯救企业。民国21年（1932年），该公司两次向中国银行借款共60万元，购入1台3000千瓦汽轮发电机组（捷克制造），于民国23年（1934年）3月投产，新机组的耗煤量较旧机组显著降低，从而降低了发电成本，使公司的经营获得起色。
民国24年（1935年），在刘崇伦的组织下，向长乐莲炳港灌区输电的3万千伏输电线路开工，同年8月完工。该输电线路全长23公里，其中，跨江铁塔高54.9米，是当时中国最高的输电铁塔，输电线路横跨乌龙江730米，是当时中国过江跨度最长的输电线路。该输电线路的输电技术在中国富有开拓性意义。
民国26年（1937年）10月，刘崇伦与其侄子刘爱其（福州电气公司经理）一同被福州的军统闽北站绑架，后来秘密遭到杀害，刘崇伦享年52岁。